# آدم هانتسمان
آدم هانتسمان (بالإنجليزية: Adam Huntsman)‏ (و. 1786 – 1849 م) هو سياسي، ومحام من الولايات المتحدة الأمريكية ولد في مقاطعة شارلوت.
وهو عضو في الحزب الديمقراطي الأمريكي .